# Kvílice
Kvílice (en allemand : Kwilitz) est une commune du district de Kladno, dans la région de Bohême-Centrale, en République tchèque. Sa population s'élevait à 84 habitants en 2020.

## Géographie
Kvílice se trouve à 7 km au nord-ouest de Slaný, à 15 km au nord-ouest de Kladno et à 38 km au nord-ouest de Prague.
La commune est limitée par Třebíz au nord, par Kutrovice à l'est, par Libovice au sud et par Plchov à l'ouest.

## Histoire
La première mention écrite de la localité date de 1352.